# Coupe de Suède de football 2017-2018
 (décembre 2018).
Si vous disposez d'ouvrages ou d'articles de référence ou si vous connaissez des sites web de qualité traitant du thème abordé ici, merci de compléter l'article en donnant les références utiles à sa vérifiabilité et en les liant à la section « Notes et références ».
Navigation
Édition précédente Édition suivante
La coupe de Suède de football 2017-2018 est la 62e édition de la coupe de Suède de football, organisée par la Fédération suédoise de football. Elle prend place du 6 juin 2017 au 10 mai 2018. Elle voit Djurgårdens IF remporter la compétition pour la cinquième fois de son histoire.

## Phase finale

### Tableau final
|  | Quarts de finale | Quarts de finale |                |   | Demi-finales | Demi-finales |  |  | Finale      | Finale      |
|  | Quarts de finale | Quarts de finale |                |   | Demi-finales | Demi-finales |  |  | Finale      | Finale      |
|  |                  |                  |                |   |              |              |  |  |             |             |
|  | 13 mars 2018     | 13 mars 2018     |                |   | 18 mars 2018 | 18 mars 2018 |  |  | 10 mai 2018 | 10 mai 2018 |
|  | 13 mars 2018     | 13 mars 2018     |                |   | 18 mars 2018 | 18 mars 2018 |  |  | 10 mai 2018 | 10 mai 2018 |
|  | AIK Solna        | 2                |                |   | 18 mars 2018 | 18 mars 2018 |  |  | 10 mai 2018 | 10 mai 2018 |
|  | AIK Solna        | 2                |                |   | 18 mars 2018 | 18 mars 2018 |  |  | 10 mai 2018 | 10 mai 2018 |
|  | Örebro SK        | 0                |                |   | 18 mars 2018 | 18 mars 2018 |  |  | 10 mai 2018 | 10 mai 2018 |
|  | Örebro SK        | 0                | AIK Solna      | 0 |              |              |  |  | 10 mai 2018 | 10 mai 2018 |
|  | 12 mars 2018     |                  | AIK Solna      | 0 |              |              |  |  | 10 mai 2018 | 10 mai 2018 |
|  |                  | Djurgårdens IF   | 2              |   |              |              |  |  | 10 mai 2018 | 10 mai 2018 |
|  | Djurgårdens IF   | Djurgårdens IF   | 2              | 1 |              |              |  |  | 10 mai 2018 | 10 mai 2018 |
|  | Djurgårdens IF   |                  |                | 1 |              |              |  |  | 10 mai 2018 | 10 mai 2018 |
|  | BK Häcken        | 0                |                |   |              |              |  |  | 10 mai 2018 | 10 mai 2018 |
|  | BK Häcken        | 0                | Djurgårdens IF | 3 |              |              |  |  |             |             |
|  | 11 mars 2018     |                  | Djurgårdens IF | 3 |              |              |  |  |             |             |
|  |                  | Malmö FF         | 0              |   |              |              |  |  |             |             |
|  | Östersunds FK    | Malmö FF         | 0              | 1 |              |              |  |  |             |             |
|  | Östersunds FK    | 17 mars 2018     |                | 1 |              |              |  |  |             |             |
|  | GAIS             | 0                |                |   |              |              |  |  |             |             |
|  | GAIS             | 0                | Östersunds FK  | 0 |              |              |  |  |             |             |
|  | 10 mars 2018     |                  | Östersunds FK  | 0 |              |              |  |  |             |             |
|  |                  | Malmö FF         | 1              |   |              |              |  |  |             |             |
|  | Malmö FF         | Malmö FF         | 1              | 1 |              |              |  |  |             |             |
|  | Malmö FF         |                  |                | 1 |              |              |  |  |             |             |
|  | IFK Göteborg     | 0                |                |   |              |              |  |  |             |             |
|  | IFK Göteborg     | 0                |                |   |              |              |  |  |             |             |

### Quarts de finale
| Date et lieu | Équipe 1            | Score | Équipe 2          | Affluence |
| ------------ | ------------------- | ----- | ----------------- | --------- |
| 13 mars 2018 | AIK Solna (D1)      | 2 - 0 | (D1) Örebro SK    |           |
| 12 mars 2018 | Djurgårdens IF (D1) | 1 - 0 | (D1) BK Häcken    |           |
| 11 mars 2018 | Östersunds FK (D1)  | 1 - 0 | (D2) GAIS         |           |
| 10 mars 2018 | Malmö FF (D1)       | 1 - 0 | (D1) IFK Göteborg |           |

### Demi-finales
| Date et lieu | Équipe 1           | Score | Équipe 2            | Affluence |
| ------------ | ------------------ | ----- | ------------------- | --------- |
| 18 mars 2018 | AIK Solna (D1)     | 0 - 2 | (D1) Djurgårdens IF |           |
| 17 mars 2018 | Östersunds FK (D1) | 0 - 1 | (D1) Malmö FF       |           |

### Finale
| Date et lieu                        | Équipe 1            | Score | Équipe 2      | Affluence |
| ----------------------------------- | ------------------- | ----- | ------------- | --------- |
| 10 mai 2018 Tele2 Arena (Stockholm) | Djurgårdens IF (D1) | 3 - 0 | (D1) Malmö FF |           |